# Bistrița (okręg Mehedinți)
Bistrița – wieś w Rumunii, w okręgu Mehedinți, w gminie Hinova. W 2011 roku liczyła 1370 mieszkańców.